# Škofija Antigonish
Škofija Antigonish je rimskokatoliška škofija s sedežem v Antigonishu (Kanada).
Ustanovljena je bila z odcepitvijo od Škofije Halifax 22. septembra 1844 pod imenom Škofija Arichat, 23. avgusta 1886 pa je dobila sedanje ime.

## Geografija
Škofija zajame področje 18.800 km² s 223.824 prebivalci, od katerih je 129.905 rimokatoličanov (58.0 % vsega prebivalstva).
Škofija se nadalje deli na 124 župnij.

## Škofje
Škofija Arichat
- William Fraser (27. september 1844-4. oktober 1851)
- Colin Francis MacKinnon (21. september 1851-30. avgust 1877)
- John Cameron (17. julij 1877-23. avgust 1886)

Škofija Angigonish
- John Cameron (23. avgust 1886-6. april 1910)
- James Morrison (25. maj 1912-13. april 1950)
- John Roderick MacDonald (13. april 1950-18. december 1959)
- William Edward Power (12. maj 1960-12. december 1986)
- Colin Campbell  (12. december 1986-26. oktober 2002)
- Raymond John Lahey (5. april 2003-danes)